# Orthonevra quadristriata
Orthonevra quadristriata är en tvåvingeart som först beskrevs av Shannon och Aubertin 1933.  Orthonevra quadristriata ingår i släktet glansblomflugor, och familjen blomflugor. Inga underarter finns listade i Catalogue of Life.